# Giorgio Anglesio
Giorgio Anglesio (* 13. April 1922 in Turin; † 24. Juli 2007 in Rocca Canavese) war ein italienischer Degenfechter.
Giorgio Anglesio gewann seinen ersten internationalen Titel mit der Mannschaft bei den Fechtweltmeisterschaften 1950 zusammen mit Giuseppe Delfino, Dario Mangiarotti, Edoardo Mangiarotti, Fiorenzo Marini und Carlo Pavesi. 1953 kehrte Anglesio in die italienische Mannschaft zurück und gewann seinen zweiten Weltmeistertitel zusammen mit Franco Bertinetti, Delfino, den Mangioarotti-Brüdern und Pavesi. 1954 mit Armando Dellantonio für Dario Mangiarotti verteidigte die italienische Mannschaft den Titel. Auch bei den Fechtweltmeisterschaften 1955 in Rom siegte die italienische Degenmannschaft, nun mit Alberto Pellegrino für Dellantonio. In der Einzelwertung gingen alle drei Medaillen an Italiener, Giorgio Anglesio gewann den Titel vor Bertinetti und Pavesi.
Beim Olympiasieg bei den Olympischen Spielen 1956 gehörten mit Anglesio, Bertinetti, Delfino, Edoardo Mangiarotti, Pavesi und Pellegrino dieselben Fechter zur italienischen Mannschaft wie im Jahr zuvor. Anglesio kam nur in zwei Vorrundenkämpfen zum Einsatz und verlor dort fünf seiner acht Gefechte. Seinen letzten internationalen Titel gewann Anglesio mit der Mannschaft bei den Fechtweltmeisterschaften 1957 zusammen mit Bertinetti, Delfino, Pavesi, Pellegrino und Gianluigi Saccaro.
Seinen einzigen italienischen Einzeltitel gewann Giorgio Anglesio 1954.